# Ladislao de Gauss
Ladislao de Gauss (Budapeste, 6 de julho de 1922 - Trieste, 7 de setembro de 1998) foi um pintor, gráfico e publicidade croato, conhecido por suas pinturas particulares de marinhas. Em 1936 ele participou da Bienal de Veneza.

## Biografia
Ladislao de Gauss, é um pintor húngaro, da vanguarda européia. Um representante diretor do movimento das Vanguarda europeu do século XX, ele é membro da Escola de Budapeste. Ele se formou na Academia de Belas Artes de Budapeste. Ele morava em Veneza e Trieste, onde trabalhou para a Universidade Estadual. Em 1936 ele participou da Bienal de Veneza como representante da Hungria. Ele também pintou com óleo e aquarelas, os motivos da natureza morta e as casas e ruas dos subúrbios de Rijeka, as paisagens ortodoxas e outras, os marinheiros e as vidas dos pescadores, mas suas paisagens marinhas se tornaram conhecidas. Crie pinturas murais, fotos artísticas, gráficos e ilustrações. Os mosaicos das paredes laterais da Igreja do Sagrado Coração de Rijeka e da Igreja de Ognissanti foram feitos por ele.

## Мuseus
- MMSU — Museu Rijeka de Arte Moderna e Contemporânea
- Quadreria del Palazzo del Quirinale, Roma[1]
- Museo Nacional da Eslovénia[2][3]
- Museo Revoltella[4]

## Exposições
Ladislao De Gauss participou de exposições em vários países europeus por mais de meio século.
- 1925 Mostra Nazionale Marinara, Roma, Itália
- 1927 Mostra Nazionale Marinara, Roma, Itália
- 1927 Círculo Artístico de Trieste, Itália
- 1936 Bienal de Veneza, Veneza
- 1943 Trieste, Itália
- 1944 Frankfurt
- 1945 Hamburgo
- 1946 Oslo, Noruega
- 1954 Buenos Aires, Argentina